# Manga de cocina
Manga de cocina, también conocido como manga gourmet, es un género del manga  y  anime  donde el alimento, la  cocina, la  alimentación, o la bebida es parte de la trama central de la historia. El género alcanzó gran popularidad a principios de los años ochenta como resultado del "boom gourmet"  asociado con la  burbuja financiera e inmobiliaria en Japón.

## Características
En Manga! Manga! El Mundo de los Cómics japoneses, el autor Frederik L. Schodt categoriza el manga dentro de un los tipos de  " manga de trabajo", una categoría ambigua definida por historias sobre actividades y profesiones que enfatizan "la perseverancia frente   a las probabilidades  imposible , la artesanía, y la búsqueda de la excelencia," y cuyos protagonistas son frecuentemente "hombres jóvenes de entornos desfavorecidos quiénes se introducen en una profesión y que se convierten en los "'mejores de  Japón" Los capítulos individuales de los mangas de cocina típicamente se enfocan en un plato concreto, y los pasos implicados en su preparación. Mientras las historias todavía incorporan elementos narrativos estándares como la trama y  el desarrollo de los  personajes, con frecuencia  el énfasis significativo es   puesto en los aspectos técnicos de cocinar y comer. Las historias de los mangas de cocina a menudo se caracterízan por poner detalles en las  descripciones del plato o ilustrándolos de una forma  fotorrealista; a menudo se incluye una receta para el plato.
El manga de cocina  es un género multi-categórico, con historias de los  mangas de cocina que se centran en el romance, el crimen, el misterio y numerosos otros géneros  producidos. La edad y el  género del protagonista de un manga de cocina típicamente indica su audiencia pretendida, siendo tanto  hombres y mujeres parte de la audiencia del género; si bien en casa la preparación de los alimentos es estereotipada  como trabajo para mujeres  en Japón  al igual que en occidente,  la cocina profesional y conocimiento  tienden a ser considerados como actividades masculinas. El manga de cocina tiene inclusive historias sobre  que se centran en  la variedad de  las cocinas mundiales, y no está limitado a  historias sobre la  cocina japonesa exclusivamente.

## Historia
Mientras que el manga ha tenido durante mucho tiempo contuvo referencias a los alimentos y la cocina,  los mangas de cocina no emergerian como género discreto hasta la década de los setenta .Los tres mangas  que son considerados como precursores del género moderno es Totsugeki Ramen (Weekly Shōnen Jump, 1970) por Mikiya Mochizuki,   Cake Cake Cake (Nakayoshi, 1970) por Moto Hagio y Aya Ichinoki, y Kitchen Kenpo (Shimbun Akahata, 1970) por Mieko Kamei. El aumento del interés en la cocina gurmé y  el manga de cocina ha sido  relacionado al  ascenso de los ingresos familiares promedios que se dio en los setenta y la capacidad de las familias japonesas de clase media para comer fuera de casa.
 Hōchōnin Ajihei (Ajihei  el cocinero) de Jirō Gyū   y  Jirō Gyū , serializado en la  Weekly Shonen Jump desde 1973 hasta 1977, es conocido como uno de los primeros mangas de cocina. Hōchōnin Ajihei estableció muchas de las convenciones que prevalecen en los mangas de cocina hasta hoy, siendo algunas como las exageradas reacciones de las personas que prueban la comida, lo cual sirve como una forma de sugerir al lector lo delicioso que deben ser los ingredientes dibujados que posiblemente nunca ha probado y las batallas de cocina donde un juez calificado describe el sabor de la comida al lector.
El género consiguió una  popularidad masiva a principios de la deacada de los ochenta a raíz del "boom gourmet" que se produjo en Japón, donde el crecimiento económico asociado con la economía de la burbuja japonesa facilito el acceso a los bienes de lujo y provocó la apreciación por la buena comida, la buena mesa, y las artes culinarias se convirtieran en pasatiempos y  intereses populares.[8][10] Durante este periodo, Oishinbo (tdl.. El Gourmet) era primero publicado en  la  revista de manga Big comic Spirits; la serie de 103 volúmenes devendría el manga de cocina de myor circulación  de todos los tiempos. Oishinbo es notable por cambiar el enfoque de los mangas de  cocina de la habilidad o el oficio de un artesano al discernimiento de un crítico. El arte es extremadamente comedido en comparación con los anteriores mangas de cocina y los personajes  muestran su buen  gusto a través de monólogos sobre la pureza de los ingredientes o las técnicas utilizadas para extraer el mejor sabor. Junto con Oishinbo, los otros dos mangas de cocina de largo recorrido que influyeron en este periodo   fueron The Chef (1985) por Tadashi katou y Cooking Papa (Shukan Morning, 1986) por Tochi Ueyama.
A principios del nuevo milenio , el manga de cocina empezó a centrarse más en comidas asequibles o cotidianas. La representación de las especialidades de restaurantes reales  se hizo algo común así como la inclusión de recetas al final del capítulo del manga o el episodio del anime, una técnica en la que  Cooking Papa  fue pionero. Después de que Oishinbo entrara en pausa en 2014,  hubo una explosión de manga de cocina y comida estrechamente relacionados. Los temas  incluían de todo , desde  ekiben hasta hamburguesas y anguila.
Hasta la fecha , casi 1,000 mangas de cocina han sido publicados

### Trabajos citados
- Ashkenazi, Michael; Jacob, Jeanne (2003). Food Culture in Japan. Greenwood Publishing Group. ISBN 978-0313324383.
- Brau, Lorie (2010). «Oishinbo's Adventures in Eating: Food, Communication, and Culture in Japanese Comics».  En Johnson-Woods, Toni, ed. Manga: An Anthology of Global and Cultural Perspectives (Continuum): 109-127.
- Schodt, Frederik L. (1983). Manga! Manga! The World of Japanese Comics. Kodansha USA. ISBN 978-1568364766.

## Lecturas en mayor profundidad
- Kei Sugimura, 50 Años de Gourmet Manga. Kodansha, 2017. ISBN 978-4061386181